# 46.ª División (Ejército Popular de la República)
La 46.ª División fue una división perteneciente al Ejército Popular Republicano que luchó en la guerra civil española en defensa de la legalidad republicana. Estaba constituida en su mayoría por soldados de ideología comunista y  durante buena parte de su vida operativa estuvo dirigida por el comandante Valentín González (El Campesino).

## Historial

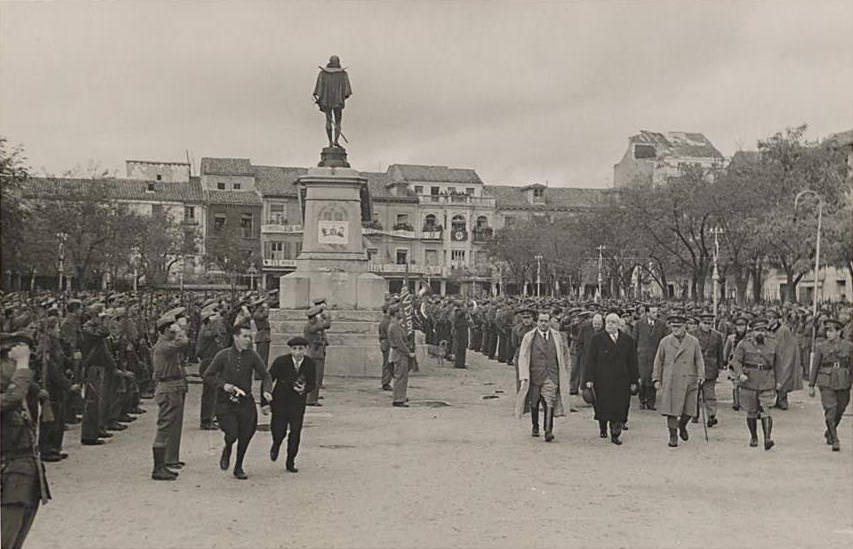
Manuel Azaña, Juan Negrín y el general Miaja visitan a las fuerzas de la 46.ª División, en Alcalá de Henares (13 de noviembre de 1937).

La división fue creada en junio de 1937 mediante la agrupación de las Brigadas mixtas 10.ª y 101.ª, esta última de la cual había sido comandante el Mayor de milicias Valentín González González. Más adelante se le añadieron otras brigadas mixtas.

### Batalla de Brunete
Para aliviar la presión de los sublevados sobre la zona republicana en el Norte, el Estado Mayor Central republicano planeó una ofensiva en el Frente de Madrid, con la intención de rodear a las divisiones franquistas que rodeaban la capital desde el suroeste. Fue encuadrada junto a las divisiones 11.ª y 15.ª en el nuevo V Cuerpo de Ejército. El 8 de julio los hombres del Campesino habían alcanzado las primeras casas de Villanueva de la Cañada, que fue capturada al día siguiente. Durante la batalla unos 300 hombres de la división fueron capturados por los Regulares marroquíes y más tarde aparecieron muertos y con graves mutilaciones. Poco después los hombres de «El Campesino» capturaron a todo un tabor de marroquíes pero, en respuesta a la anterior matanza, fueron fusilados 400 regulares africanos. Sufrió unas bajas de tal calibre que hubo de retirarse a sus cuarteles en Alcalá de Henares.

### En el Frente de Aragón
En septiembre participaría en la batalla de Belchite junto a la 11.ª División de Líster y la 35.ª División internacional del General "Walter". No intervino en las primeras fases de la batalla de Teruel, pero a principios de 1938 es enviada a la zona para relevar a las unidades republicanas más desgastadas. Durante la batalla del Alfambra el general Hernández Saravia solicitó el envío de la veterana 10.ª Brigada Mixta para intentar frenar el ataque franquista, pero «El Campesino» se negó rotundamente.
Los republicanos lanzaron fuertes contraataques a lo largo de toda la línea el frente turolense para detener la ofensiva franquista pero no pudieron evitar que el 21 de febrero quedase Teruel totalmente cercada. «El Campesino» y su 46.ª División se encuentran cercados en el interior de la ciudad, rodeados de un gran número de heridos y muertos. Consciente del cerco, Saravia le ordenó la retirada, aunque después de la toma de Teruel por las tropas franquistas, estos aparecieron dispersos y desarmados por los caminos, habiendo dejado atrás a los heridos durante la retirada impuesta por Valentín González, lo que provocó que unos 1500 fueran hechos prisioneros dentro de la ciudad por las tropas franquistas. Valentín González acusó a Modesto y Líster de haberle dejado abandonado a su suerte en Teruel pero Líster le acusó de haber desertado del campo de batalla y haber dejado abandonados a sus hombres.
Después de este fracaso la unidad pasó a la retaguardia pero el Hundimiento del Frente de Aragón obligó a su reincorporación a finales de marzo, alcanzando Lérida después de llegar a Borjas Blancas el 27 de marzo. En ese momento pudo reconstruir el frente en el río Segre, logrando restaurar la disciplina y el orden entre las unidades republicanas en desbandada. Entre el 28 de marzo y el 3 de abril la división lideró la Defensa de Lérida, retrasando el avance franquista. Aunque el 3 de abril la ciudad cayó en poder de la 13.ª División franquista, la división fue condecorada por su actuación en Lérida.

### Batalla del Ebro
En los meses siguientes se estuvo preparando para la ofensiva del Ebro y el 25 de julio toda la división cruzó el río, menos su Comandante en jefe: Había sido relevado del mando la víspera del comienzo de la operación y el Mayor de milicias Domiciano Leal le sustituyó en el mando de la División. Tras asegurar la posición de la cabeza de puente, continuaron el avance hacia el interior para enlazar con las tropas de la 11.ª División y hacerse con el control de las sierras de Pandols y Cavalls, posiciones que dominaban las alturas de Gandesa y excelentes puntos de observación y defensa. A primeras horas del día 26 los republicanos lograron hacerse con el control de estas posiciones, pero se encontraban físicamente agotados y no pudieron lanzarse al asalto de Gandesa ni continuar el avance hacia las localidades de Bot o Batea, situadas al sur de la primera. Domiciano Leal murió por el impacto de un obús de artillería mientras reconocía el terreno, siendo sustituido por Vicente López Tovar el 23 de septiembre. Bajo el mando de López Tovar la división encaró las últimas fases de la batalla del Ebro hasta su retirada final al otro lado del río.

### Retirada de Cataluña
En las primeras fases de la Campaña de Cataluña (diciembre de 1938) la división se trasladó junto a todo el V Cuerpo de Ejército al Frente del Segre, intentando contener el avance franquista en esta zona pero fue en vano. El 17 de enero de 1939, en retirada hacia Barcelona, hubo un nuevo cambio de mandos y el Mayor de milicias Rodolfo Bosch Pearson quedó como nuevo Comandante, pero poco pudo hacer aparte de lograr retirarse hasta la frontera francesa a principios de febrero.

## Mandos

### Comandantes
- Mayor de milicias Valentín González González «El Campesino» (desde junio de 1937);
- Mayor de milicias Domiciano Leal Sargenta (desde julio de 1938);
- Mayor de milicias Vicente López Tovar (desde el 23 de septiembre de 1938);[17]
- Mayor de milicias Rodolfo Bosch Pearson (desde el 17 de enero de 1939);

### Comisarios
- Félix Navarro, del PCE, y Manuel Lorenzo González, del PSOE, durante su creación.[17]
- José del Campo Sanz,[19] del PCE, desde julio de 1937 hasta el final de la guerra.

### Jefes de Estado Mayor
- Mayor de milicias Manuel Sánchez Pavón.

## Orden de batalla
| Fecha               | Cuerpo de Ejército adscrito | Frente de batalla | Brigadas mixtas integradas |
| Junio de 1937       | V Cuerpo de Ejército        | Centro            | 10.ª y 101.ª               |
| Agosto de 1937      | V Cuerpo de Ejército        | Aragón            | 10.ª, 101.ª y 209.ª        |
| 16 de abril de 1938 | V Cuerpo de Ejército        | Segre             | 10.ª, 101.ª y 60.ª         |
| 24 de julio de 1938 | V Cuerpo de Ejército        | Ebro              | 10.ª, 101.ª y 37.ª         |